# Martín Rivas Teixeira
Martín Amado Rivas Teixeira (Chiclayo, 22 de enero de 1969) es un abogado y político peruano. Fue congresista de la república por Lambayeque en dos ocasiones.

## Biografía
Martín Rivas Teixeira nació el 22 de enero de 1969 en Chiclayo, ciudad ubicada en el departamento de Lambayeque.
Entre 1987 y 1993 cursó estudios superiores de Derecho en la Universidad San Martín de Porres ubicada en la ciudad de Lima. Entre 1988 y 2000 cursó la maestría en ciencias penales en la Universidad Nacional Pedro Ruiz Gallo de Chiclayo y, entre 2003 y 2005, cursó el doctorado en derecho y ciencias políticas en la misma universidad.
Laboró como abogado representante de un grupo de trabajadores pesqueros en el distrito de Sechura en Piura.

## Carrera política
Como político incursionó cuando en el año 1998 participó sin éxito como candidato a regidor de la provincia de Lambayeque.
En el año 2006 se afilió al partido político Unión por el Perú y participó en las elecciones parlamentarias de ese mismo año como candidato al Congreso de la República por la circunscripción de Lambayeque, quedando solamente como accesitario. Posteriormente se afilió al Partido Nacionalista Peruano de Ollanta Humala y postuló a la presidencia del Gobierno Regional de Lambayeque en las que terminó en el séptimo lugar.
En el año 2009, el entonces congresista Gustavo Espinoza Soto fue desaforado del Congreso de la República por haber generado un impasse con el país Chile. Ante esto, el Jurado Nacional de Elecciones convocó a Martín Rivas para ejercer como congresista en reemplazo de Espinoza y el día 4 de marzo del año 2010 fue juramentado por el Congreso de la República para continuar el periodo parlamentario 2006-2011.
En las elecciones generales del 2011, logró ser elegido por la alianza Gana Perú para el periodo 2011-2016.
Durante su periodo parlamentario participó en la formulación de 314 proyectos de ley de los que 55 fueron promulgados como leyes de la república.
Volvió en las elecciones generales del 2021 como candidato al Congreso por el Partido Nacionalista Peruano sin lograr ser elegido.